# Fernando Higgs
Fernando Adolfo Higgs (Mendoza, 24 marzo 1979) è un ex rugbista a 15 argentino, in carriera attivo nel ruolo di utility back e 5 volte internazionale per l'Argentina.

## Biografia
Fernando nasce a Mendoza in Argentina, formandosi rugbisticamente ne Los Tordos Rugby Club, con il quale vince per otto volte il titolo della provincia di Mendoza, l'Unión de Rugby de Cuyo, laureandosi poi campione argentino nel 2004 con la selezione provinciale di Mendoza, il Cuyo.
Nel 2005 arriva in Europa, firmando un contratto trimestrale con il Worcester, club di Premiership inglese, giocando da titolare otto match consecutivi. A dicembre dello stesso anno arriva in Italia alla corte del Viadana di Pieter Muller, con il quale termina la stagione di Super 10 2005-2006.
Al termine dell'esperienza europea, fa ritorno in Argentina per terminare gli studi in Economia e Commercio.
Nel gennaio 2007, viene ingaggiato dal Veneziamestre per disputare il campionato di serie A, già al giro di boa, laureandosi campione d'Italia di serie A e centrando la promozione in Super 10. Rimase a Venezia per le due stagioni successive, prima di fare nuovamente ritorno in patria.

### Carriera internazionale
A livello giovanile disputa due Coppe del Mondo con la maglia dell'Argentina Under-19: Buenos Aires 1997, dove si laurea campione del mondo, e Tolosa 1998, ed altrettante con quella della Nazionale Under-21: Buenos Aires 1999 e Auckland 2000.
L'esordio internazionale con la maglia dei Pumas avviene il 28 aprile 2004, a Santiago del Cile, contro l'Uruguay, nel secondo match del campionato sudamericano. Il 1º maggio, contro il Venezuela, sigla 5 mete, nella vittoria finale per 147-7, una delle migliori vittorie di sempre della Nazionale argentina. Nel 2005 viene convocato per disputare la partita contro il Giappone, in tour in Sudamerica, vinta con il punteggio di 68-36. L'ultima apparizione internazionale avviene il 15 maggio 2005, a Buenos Aires, contro la Nazionale uruguaiana, in una partita del campionato sudamericano. La squadra di casa si aggiudica il match, che vede protagonista Higgs autore di una meta. In tale occasione la Nazionale argentina si presentò con una selezione federale chiamata Provincias Argentinas, di fatto la Nazionale C.
Ha fatto anche parte per molti anni della Nazionale a 7, con la quale ha preso parte a 22 tornei del circuito IRB Sevens World Series.

## Palmarès
- Campionati sudamericani: 2
Argentina: 2004, 2005
- Campionati argentini: 1
Cuyo: 2004